# Tumanszkij R–11
A Tumanszkij R–11 a Szovjetunióban az 1950-es évek elején az Alekszandr Mikulin, majd Szergej Tumanszkij vezette OKB–300 tervezőirodában kifejlesztett gázturbinás sugárhajtómű. Igen nagy mennyiségben gyártották, főként a MiG–21 vadászrepülőgép különféle változatainál alkalmazták. Sikeres konstrukciónak bizonyult, mely később alapul szolgált az R–13 és R–25 gázturbinás sugárhajtóművek kifejlesztéséhez.

## Története
Az első szovjet kéttengelyes kialakítású gázturbinás sugárhajtómű tervezése még Mikulin vezetésével, és helyettesei, Szergej Tumanszkij, valamint Borisz Sztyecskin közreműködésével kezdődött el 1953-ban Moszkvában, a 300-as számú gépgyár (ma: AMNTK Szojuz) tervezőirodájában (OKB–300). A tervezésnél a fő cél egy nagy sebességű, nagy magasságú repülőgéphez használható, megbízható és egyszerű szerkezetű hajtómű kifejlesztése volt. Ennek érdekében a kompresszorban az áramlás hangsebesség feletti. A kezdetben utánégető nélküli hajtóművet eredetileg a Jak–25RV felderítő repülőgéphez szánták. Az először Mikulin neve után AM–11 típusjelzést kapott hajtómű sorozatgyártását 1954-ben kezdték el. Mikulint 1955 januárjában felmentették az OKB–300 tervezőiroda vezetése alól, helyét Szergej Tumanszkij vette át, majd a hajtómű típusjelzését is megváltoztatták R–11-re.
A hajtómű legfőbb változatait, az utánégetővel felszerelt R–11F–300-at és annak alváltozatait (R–11F2–300, R–11F2SZ–300) a Moszkva melletti Tusinóban (akkor önálló város, ma Moszkva része) található, 500-as számú gépgyárban működő Tusinói Gépipari Tervezőirodában (OKB–500) fejlesztették ki. Az R–11F–300-zal a próbák 1958-ban, az R–11F2–300-zal 1961-ben, az R–11F2SZ–300-zal 1965-ben kezdődtek.
Sorozatgyártása a moszkvai Csernisov Gépgyárban , a tusinói gépgyárban és 1962-től az Ufai Gépgyárban (26-os gépgyár) folyt. Összesen 20 900 db-ot gyártottak az R–11 különféle változataiból. Ipari nagyjavítását 1962–1975 között a habarovszki 12. sz., a gatcsinai 218. sz., valamint a jejszki 570. sz. javítóüzemek végezték. Az élettartamukon túljutott példányokat gyakran tűzoltóberendezésekben használták. Másolatát WP–7 jelzéssel Kínában is gyártották, amelyeket a J–7 vadászrepülőgép különféle változatainál alkalmaztak.

## Szerkezeti kialakítása és műszaki jellemzői
Kéttengelyes (két forgórészes) kialakítású, axiálkompresszoros gázturbinás sugárhajtómű. A kompresszor egy kis és egy nagynyomású részből áll, melyeket a kis-, illetve a nagynyomású turbina hajt. Mindkét kompresszor-rész három-három fokozatú, és összesen két turbina-fokozattal rendelkezik. A nagynyomású turbinát csőtengely köti össze a nagynyomású kompresszorral, ebben helyezkedik el koaxiálisan a kisnyomású turbinát a kisnyomású kompresszorral összekötő tengely. Az égéstér csöves kialakítású.  T–1, TSZ–1 és RT–1 jelű kerozinnal üzemeltethető.

## Típusváltozatok[1]
- AM–11 – A hajtómű prototípusa
- R–11V–300 – az első sorozatgyártású, magassági változat a Jak–25VR felderítő repülőgéphez, melyet utánégető nélkül gyártottak.
- R–11A–300 – A Jak–28 kísérleti változatán alkalmazták. A Jak–28 későbbi, sorozatgyártású változatain alkalmazott R–11AF–300-tól a segédberendezések elhelyezésében és az utánégető hiányában különbözik.
- R–11F–300 – 1956-tól gyártott, utánégetővel felszerelt változat, melyet a MiG–21 vadászrepülőgép F, P és U változatainál alkalmaztak. R–37F gyári típusjelzéssel is ismert.
- R–11AF–300 – Az R–11F-300 javított változata, melyet a Jak–28 vadászbombázó repülőgép B, L és U változatain alkalmaztak. Maximális tolóereje 56,4 kN.
- R–11F2–300 – Az R–11F-300 módosított változata, mely továbbfejlesztett, áttervezett kompresszort, utánégetőt és fúvócsövet kapott. A MiG–21 P, PF és FL változatain alkalmazták.
- R–11AF2–300 – Az R–11F2–300 hajtóműnek a Jak–28 vadászbombázó repülőgép I, R és P változataihoz alkalmazott, átalakított változata. Utánégetésnél maximális tolóerejét 59,8 kN-ra növelték.
- R–11F2SZ–300 – Az R–11F2–300 hajtómű modernizált, továbbfejlesztett változata, melynek kompresszorlapátjainál az áramlás javítása érdekében határréteg-elszívást alkalmaztak. A MiG–21 vadászrepülőgép PFM, PFSZ, SZ, U és UM, valamint a Szu–15 elfogó vadászrepülőgép TM, UT és UM változatain alkalmazták. Maximális tolóereje utánégetéssel 60,8 kN. Gyári típusjelzése 37F2SZ.
- R–11F2SZU–300 – Az R–11F2SZ–300 továbbfejlesztett változata.

## Műszaki adatai (R–11F2SZ–300)
- Hossz: 4600 mm
- Átmérő: 906 mm
- Száraz tömeg: 1126 kg
- Maximális tolóerő: 38,7 kN
- Maximális tolóerő utánégetéssel: 60,6 kN
- Légnyelés: 64,5 kg/s
- Nyomásviszony: 9
- Gázhőmérséklet a turbina előtt: 1225 K (952 °C)
- Fajlagos üzemanyag-fogyasztás:
  - Minimális (alapjáraton): 97 kg/(kN·h)
  - Utánégetéssel, maximális tolóerőnél: 242 kg/(kN·h)
- Fajlagos tolóerő: 53,9 N/kg

## Külső hivatkozások
- Az R–11 hajtóművet kifejlesztő és gyártó AMNTK Szojuz honlapja (oroszul és angolul)
- Az R–11F–300 változatot egykor gyártó Ufai Motorgyártó Termelési Egyesülés (UMPO) honlapja (oroszul és angolul) Archiválva 2016. október 12-i dátummal a Wayback Machine-ben
- Az R–11–300 a hajtóművet kifejlesztő és gyártó AMNTK Szojuz honlapján (oroszul)
- Az R–11 a Vojennaja Rosszija oldalán (oroszul)[halott link]
- A Magyar Repüléstörténeti Múzeumban kiállított R–11F–300 hajtómű (az oldalon a típusjel /RD–11/ hibásan szerepel)